# DNxHD
Il codec Avid DNxHD (Digital Nonlinear Extensible High Definition) è un codec video lossy HD progettato per il compositing con richieste di storage e banda di dati ridotta. È un'implementazione dello standard SMPTE VC-3. il codec DNxHD è stato sviluppato da Avid Technology, Inc.

## Caratteristiche
Il video codec DNxHD può essere utilizzato come formato intermedio di lavorazione nel montaggio video o per la riproduzione. DNxHD permette la scelta di tre velocità dei dati selezionabile dall'utente: 220 Mbit/s con profondità di colore di 10 o 8 bits, e 145 o 36 Mbit/s con una profondità di colore di 8 bits.
I dati DNxHD vengono normalmente immagazzinati in un contenitore MXF, tuttavia possono essere anche immagazzinati in un contenitore multimediale QuickTime.
Il 13 febbraio 2008 Avid ha informato che il DNxHD è diventato completamente compatibile con lo standard SMPTE VC3.
DNxHD è stato pensato come standard aperto, ma dal marzo 2008 è rimasto effettivamente un formato proprietario Avid. Il codice sorgente del codec DNxHD è disponibile gratuitamente da Avid per valutazione interna e recensione, mentre per utilizzi commerciali è richiesta una licenza approvata da  Avid. La licenza è stata concessa commercialmente a un certo numero di compagnie quali Ikegami, FilmLight, Harris Corporation, JVC, Seachange e EVS Broadcast Equipment.

### Implementazioni
DNxHD è stato prima impiegato in Avid DS Nitris (settembre 2004), dopo in Avid Media Composer Adrenaline con opzione DNxcel (dicembre 2004) e finalmente da Avid Symphony Nitris (dicembre 2005). Xpress Pro è limitato all'utilizzo del codec DNxHD con compressione a 8-bit, che può essere importato da un file o catturato usando Media Composer con hardware Adrenaline. Media Composer 2.5 permette anche l'editing di materiale video non compresso HD che è stato precedentemente importato o catturato da un Symphony Nitris o da un sistema DS Nitris. Il sistema Ikegami Editcam è unico nel suo supporto del DNxHD, e registra direttamente nel formato DNxHD. Questo materiale è immediatamente accessibile dalle piattaforme di montaggio che supportano direttamente il codec DNxHD.
Un codec QuickTime standalone per entrambi i sistemi operativi Windows XP e macOS è disponibile per riprodurre o creare file QuickTime contenenti materiale codificato in DNxHD.
Dal settembre 2007 il progetto open source FFmpeg fornisce la capacità di codifica e decodifica a 8-bit (ma non a 10-bit) di video registrati nello standard VC-3/DNxHD grazie alla ricerca della BBC Research che ha sponsorizzato il progetto e Baptiste Coudurier che lo ha implementato. È incluso nella versione stabile 0.5 di FFmpeg 0.5, pubblicata il 10 marzo 2009. (ffmpeg -i <input_file> -vcodec dnxhd -b <bitrate> -an output.mov). Ciò permette ai sistemi di editing video non lineare Cinelerra e Kdenlive su sistema operativo Linux di usare il codec DNxHD.

## Formati
Le seguenti risoluzioni e velocità di trasmissione dati sono intese per lo standard video PAL
| Risoluzione | fps | Profondità colore | Codifica   | Velocità dati in Mbit/s |
| ----------- | --- | ----------------- | ---------- | ----------------------- |
| 1080i/50    | 25  | 10                | DNxHD 185x | 184                     |
| 1080i/50    | 25  | 8                 | DNxHD 185  | 184                     |
| 1080i/50    | 25  | 8                 | DNxHD 120  | 121                     |
| 1080p/25    | 25  | 10                | DNxHD 185x | 184                     |
| 1080p/25    | 25  | 8                 | DNxHD 185  | 184                     |
| 1080p/25    | 25  | 8                 | DNxHD 120  | 121                     |
| 1080p/25    | 25  | 8                 | DNxHD 36   | 36                      |
| 1080p/24    | 24  | 10                | DNxHD 175x | 176                     |
| 1080p/24    | 24  | 8                 | DNxHD 175  | 176                     |
| 1080p/24    | 24  | 8                 | DNxHD 115  | 116                     |
| 1080p/24    | 24  | 8                 | DNxHD 36   | 36                      |
| 720p/50     | 50  | 10                | DNxHD 175x | 175                     |
| 720p/50     | 50  | 8                 | DNxHD 175  | 175                     |
| 720p/50     | 50  | 8                 | DNxHD 115  | 116                     |
| 720p/25     | 25  | 10                | DNxHD 90x  | 92                      |
| 720p/25     | 25  | 8                 | DNxHD 90   | 92                      |
| 720p/25     | 25  | 8                 | DNxHD 60   | 90                      |

Con la risoluzione 1280x720, non c'è modo di avere i 24fps, ma solo 23.987fps.

## VC-3
Il codec DNxHD è stato proposto dalla SMPTE come framework per la famiglia di standard VC-3. È stato approvato come SMPTE VC-3 dopo un processo di test e prove di due anni nel 2008 e nel 2009:
- SMPTE 2019-1-2008 VC-3 Picture Compression and Data Stream Format
- SMPTE 2019-3-2008 VC-3 Type Data Stream Mapping Over SDTI
- SMPTE 2019-4-2009 Mapping VC-3 Coding Units into the MXF Generic Container
- RP (Recommended Practices) 2019-2-2009 VC-3 Decoder and Bitstream Conformance